# Vlkančice
Vlkančice é uma comuna checa localizada na região da Boêmia Central, distrito de Praha-východ.